# 77e cérémonie des New York Film Critics Circle Awards
La 77e cérémonie des New York Film Critics Circle Awards, décernés par le New York Film Critics Circle, a eu lieu le 29 novembre 2011, et a récompensé les films réalisés dans l'année.

## Palmarès

### Meilleur film
- The Artist
  - Hugo Cabret (Hugo)
  - Melancholia

### Meilleur réalisateur
- Michel Hazanavicius pour The Artist
  - Terrence Malick pour The Tree of Life
  - Martin Scorsese pour Hugo Cabret (Hugo)

### Meilleur acteur
- Brad Pitt pour le rôle de Billy Beane dans Le Stratège (Moneyball) et pour le rôle de Mr. O'Brien dans The Tree of Life
  - Jean Dujardin pour le rôle de George Valentin dans The Artist
  - Michael Fassbender pour le rôle de Brandon Sullivan dans Shame

### Meilleure actrice
- Meryl Streep pour le rôle de Margaret Thatcher dans La Dame de fer (The Iron Lady)
  - Kirsten Dunst pour le rôle de Justine dans Melancholia
  - Michelle Williams pour le rôle de Marilyn Monroe dans My Week with Marilyn

### Meilleur acteur dans un second rôle
- Albert Brooks pour le rôle de Bernie Rose dans Drive
  - Viggo Mortensen pour le rôle de Sigmund Freud dans A Dangerous Method
  - Christopher Plummer pour le rôle de Hal dans Beginners

### Meilleure actrice dans un second rôle
- Jessica Chastain pour le rôle de Celia Foote dans La Couleur des sentiments (The Help), pour le rôle de Mme O'Brien dans The Tree of Life et pour le rôle de Samantha LaForche dans Take Shelter
  - Carey Mulligan pour le rôle de Sissy dans Shame
  - Vanessa Redgrave pour le rôle de Volumnia dans Coriolanus

### Meilleur premier film
- J. C. Chandor pour Margin Call

### Meilleur scénario
- Le Stratège (Moneyball) – Steven Zaillian et Aaron Sorkin

### Meilleure photographie
- The Tree of Life – Emmanuel Lubezki

### Meilleur film en langue étrangère
- Une séparation (جدایی نادر از سیمین) •  Iran

### Meilleur film documentaire
- La Grotte des rêves perdus (Cave of Forgotten Dreams)

### Special Award
- Raoul Ruiz